# 阿南市立伊島中学校
阿南市立伊島中学校（あなんしりつ いしまちゅうがっこう）は、徳島県阿南市伊島町の伊島にある公立中学校。2022年度から休校中。

## 沿革
- 1947年5月3日 - 那賀郡椿町中学校伊島分校として開校[3]。
- 1948年7月1日 - 那賀郡椿町伊島中学校という名になり、椿町中学校から独立[3]。
- 1953年9月25日 - 昭和28年台風第13号により、第一校舎全壊[3]。
- 1958年4月1日 - 阿南市立伊島中学校に改名[3]。
- 2021年度末 - 休校中

## 基礎データ
交通機関
- 阿南市津乃峰町にある答島港から連絡船に乗る。

在校生
- 5名 (2014年度時点[2])

## 関連学校
- 阿南市立伊島小学校